# Pierre-Anselme Garrau
Pierre-Anselme Garrau, né le 19 février 1762 à Sainte-Foy-la-Grande (Gironde), mort le 15 octobre 1829 à Saint-André-et-Appelles (Gironde), est un homme politique français, député puis représentant en mission pendant la Révolution française. 

## Biographie

### Mandat à la Législative
La France devient une monarchie constitutionnelle en application de la constitution du 3 septembre 1791.
Le même mois, Pierre-Anselme Garrau, alors maire de Sainte-Foy-la-Grande et président du district de Libourne, est élu député suppléant du département de la Gironde, le premier sur trois, à l'Assemblée nationale législative. Il est admis à siéger le 7 avril à la faveur de la démission de Dominique Lacombe. 
Il siège sur les bancs de la gauche de l'Assemblée. En août 1792, il vote en faveur de la mise en accusation du marquis de La Fayette. 
La monarchie prend fin à l'issue de la journée du 10 août 1792 : les bataillons de fédérés bretons et marseillais et les insurgés des faubourgs de Paris prennent le palais des Tuileries. Louis XVI est suspendu et incarcéré, avec sa famille, à la tour du Temple. 

### Mandat à la Convention
En septembre 1792, Pierre-Anselme Garrau est réélu député de la Gironde, le neuvième sur douze, à la Convention nationale.
Il siège sur les bancs de la Montagne. Lors du procès de Louis XVI, il vote la mort, et rejette l'appel au peuple et le sursis à l'exécution de la peine. Le 13 avril 1793, il est absent lors du scrutin sur la mise en accusation de Jean-Paul Marat. Le 28 mai, il vote contre le rétablissement de la Commission des Douze. 
Le 8 mars 1793, Garrau est envoyé aux côtés de Jacques-Nicolas Billaud-Varenne (député de la Seine) auprès de la section Bonne-Nouvelle. Le 9 mars, il est envoyé en mission aux côtés de Pierre Paganel (député du Lot-et-Garonne) dans les départements de la Gironde et du Lot-et-Garonne afin d'y accélérer la levée en masse. 
À la suite de la mise en application du plan Turreau relatif à la guerre de Vendée le 21 janvier 1794, Garrau et le représentant en mission Hentz sont envoyés auprès du général Turreau. Le 15 février 1794, les représentants en mission Garrau, Francastel et Hentz sont à Angers et écrivent au Comité de salut public qu'ils soutiennent Turreau en évoquant son mérite et sa franchise.
Il accomplit plus tard plusieurs missions dans le Sud-ouest, à l'armée des Pyrénées, puis à celle de armée de Sambre-et-Meuse. Au cours de ses missions, il se lie avec Lazare Carnot qui, le 28 février 1796, le fait nommer, en Italie, commissaire auprès de l'armée de Napoléon Bonaparte. Il soutient les « Jacobins » italiens et s'oppose à plusieurs reprises à Napoléon Bonaparte. Celui-ci s'efforce alors de s'en débarrasser et obtient du Directoire son rappel le 10 décembre 1796. Rentré à Libourne, il est élu au Conseil des Cinq-Cents le 14 avril 1797 ; il s'y montre très « jacobin ». 
À Sainte-Foy-la-Grande, où il est né, il s'oppose comme député à la proposition du maire, faite 2 frimaire an II, de transformer l'église Notre-Dame en magasin à fourrage. Nommé commissaire exécutif dans le district de Sainte Foy et de Bergerac par l'arrêté du 11 nivose an IV, Garrau autorise qu'on célèbre dans l'église le culte catholique (le matin) et le culte protestant (l'après-midi). Le 30 janvier 1796, une fête de l'Être suprême est organisée à Sainte-Foy : un cortège fourni se déverse devant le temple de l'Être suprême et crie « Vive la république ! » ; Garrau, désormais commissaire du Directoire exécutif auprès de l'administration de Sainte-Foy, prononce ensuite un discours à la tribune.
Après le coup d'État du 18 brumaire an VIII (9 novembre 1799), Napoléon Bonaparte le nomme inspecteur aux revues. Il est fait chevalier de la Légion d'honneur le 17 janvier 1805, intendant de Varsovie  en 1806 puis sert en Espagne de 1808  à 1813. Il est élevé au grade d'officier de la Légion d'honneur le 5 janvier 1814. 
Proscrit après les Cent-Jours, il se retire à Bruxelles puis à Wiesbaden. Absous par Louis XVIII, il peut revenir en Gironde, où il meurt le 15 octobre 1829.
Il est l'oncle du poète occitan Charles Pierre Anselme Garrau (1781-1846), à qui une plaque rend hommage sur la façade de la mairie de Sainte-Foy-la-Grande.